# Continental Basketball Association
Pour les articles homonymes, voir CBA.
La Continental Basketball Association (CBA) est une ligue mineure américaine de basket-ball disparue en mai 2009 après de nombreuses difficultés.

## Historique

### La naissance
Formée le 23 avril 1946, 6 semaines avant la NBA, la CBA est la plus ancienne ligue de basket-ball professionnelle du monde[réf. nécessaire]. D'abord appelée la Eastern League (ou Eastern Professional Basketball League), puis la Eastern Basketball Association, la ligue est renommée Continental Basketball Association le 26 août 1978, avec la volonté du comité directeur d'étendre la Ligue d'une côte à l'autre des États-Unis. La ligue voulait fusionner avec la WBA (Western Basketball Association), mais toutes les équipes WBA cessèrent leurs activités avant même que la fusion ne soit terminée.

### Ligue mineure, ligue expérimentale
Dès les années 1950 la CBA s'inscrit comme une ligue mineure, où se réfugient les joueurs n'ayant pas pu trouver une place en NBA ou en ABA. Parallèlement à cela, elle s'inscrit comme la ligue des nouveautés.
En 1946/47, les Mountaineers de Hazleton intègrent trois joueurs d'origines afro-américaine, un fait très rare dans les sports majeurs aux États-Unis à cette époque.
La CBA met en place un partenariat avec la NBA. Elle signe dès 1983 un contrat de 1 million de dollars sur 3 ans avec la NBA pour le développement des joueurs et des arbitres.
Plus tard, durant la saison 1987/1988, la CBA déplace la ligne des 3pts de 23'9 pieds à 22 pieds sur requête de la NBA à titre expérimental.
Le principe de ten-days contact provient également de la CBA. À la suite d'un accord avec la NBA (années 1980), un joueur de CBA pouvait signer un contrat d'essai de 10 jours dans une franchise de la grande ligue, contrat renouvelable une fois. À la fin de cet essai, soit le joueur obtenait son contrat pour le reste de la saison en NBA, soit il retournait dans sa franchise d'origine. Ce concept a depuis perduré, et s'est même généralisé.

### Les années Isiah Thomas (1999-2001)
En 1999, l'ancienne star NBA Isiah Thomas rachète, avec un groupe d'investisseur, la CBA. Ce rachat inclut également l'intégralité des franchises qui la composent.
En mars 2000, malgré une offre alléchante, Thomas refuse de revendre à la NBA qui voulait définitivement en faire une ligue de développement. Le 28 juin, Isiah Thomas est engagé comme entraîneur des Indiana Pacers. Comme il est interdit pour un entraîneur NBA de posséder sa propre ligue, il est alors obligé de vendre la CBA. Il signe alors une « intention de vente » à l'union des joueurs NBA. La NBA annonce pendant ce temps qu'elle préfère mettre un terme a la coopération avec la CBA, qui lui servait de ligue de développement depuis 33 ans. Cette coopération devra prendre fin à l'automne 2001, avec la création de la NBDL.
Incapable de vendre sa ligue, et désirant rejoindre les Pacers, Thomas place la CBA en liquidation le 3 octobre 2000. Ceci a pour conséquences le non-paiement du salaire des joueurs, et l'incapacité de lever des fonds pour organiser les matchs. Les dettes s'accumulent pour la CBA, et le 24 février 2001 la ligue est déclarée en banqueroute. 5 des anciens propriétaires reprennent alors en main leurs franchises et décident de migrer vers une ligue concurrente, la International Basketball League. Les autres propriétaires laissent eux périr leurs franchises en même temps que la ligue croulant sous les dettes.

### La disparition, la renaissance
La CBA est morte en ce printemps 2001, mais l'IBL n'est pas au mieux non plus. Elle disparaît à son tour durant l'été. Néanmoins le nouveau groupement IBL-CBA décide de fusionner avec la petite ligue dénommée International Basketball Association, afin de repartir en 2001-02. La CBA a définitivement fermé ses portes en 2009.

## Les call-ups
C'est d'ailleurs en tant que ligue mineure de la NBA que la CBA semble s'être trouvée une raison d'être avec les fameux call-ups. Chaque équipe NBA peut appeler durant la saison un ou plusieurs joueurs afin de compléter son effectif.
553 call-ups sont répertoriés entre 1978 et 2003.

## Palmarès

### Eastern Pennsylvania Basketball League (1946-1947)
- Barons de Wilkes-Barre 2-1 Red Roses de Lancaster

### Eastern Professional Basketball League (1947-1970)
| - 1948 : Keys de Reading - 1949 : Packers de Pottsville - 1950 : Billies de Williamsport - 1951 : Mercuries de Sunbury - 1952 : Packers de Pottsville - 1953 : Billies de Williamsport - 1954 : Billies de Williamsport - 1955 : Barons de Wilkes-Barre | - 1956 : Barons de Wilkes-Barre - 1957 : Miners de Scranton - 1958 : Barons de Wilkes-Barre - 1959 : Barons de Wilkes-Barre - 1960 : Madisons d'Easton - 1961 : Bullets de Baltimore - 1962 : Jets d'Allentown - 1963 : Jets d'Allentown | - 1964 : Bullets de Camden - 1965 : Jets d'Allentown - 1966 : Blue Bombers de Wilmington - 1967 : Blue Bombers de Wilmington - 1968 : Jets d'Allentown - 1969 : Barons de Wilkes-Barre - 1970 : Jets d'Allentown |

### Eastern Basketball Association (1970-1978)
- 1971 : Apollos de Scranton
- 1972 : Jets d'Allentown
- 1973 : Barons de Wilkes-Barre
- 1974 : Capitols de Hartford
- 1975 : Jets d'Allentown
- 1976 : Jets d'Allentown
- 1977 : Apollos de Scranton
- 1978 : Barons de Wilkes-Barre

### Continental Basketball Association (1978-2001)
| - 1979 : Zeniths de Rochester - 1980 : Northern Knights d'Anchorage - 1981 : Zeniths de Rochester - 1982 : Lightning de Lancaster - 1983 : Spirits de Détroit - 1984 : Patroons d'Albany - 1985 : Thrillers de Tampa Bay - 1986 : Thrillers de Tampa Bay | - 1987 : Thrillers de Rapid City - 1988 : Patroons d'Albany - 1989 : Fast Breakers de Tulsa - 1990 : Catbirds de La Crosse - 1991 : Texans de Wichita Falls - 1992 : Catbirds de La Crosse - 1993 : Racers d'Omaha - 1994 : Thunder de Quad City | - 1995 : Sun Kings de Yakima - 1996 : Skyforce de Sioux Falls - 1997 : Cavalry d'Oklahoma City - 1998 : Thunder de Quad City - 1999 : Pride du Connecticut - 2000 : Sun Kings de Yakima - 2001 : Stampede de l'Idaho et Pride du Connecticut |

### Continental Basketball Association (depuis 2001)
| Saison    | Champion                | Finaliste             |
| 2007-2008 | Cavalry de l'Oklahoma   | SkyRockets de Minot   |
| 2006-2007 | Sun Kings de Yakama     | Patroons d'Albany     |
| 2005-2006 | Sun Kings de Yakama     | Steelheads de Gary    |
| 2004-2005 | Skyforce de Sioux Falls | Lightning de Rockford |
| 2003-2004 | Wizards du Dakota       | Stampede de l'Idaho   |
| 2002-2003 | Sun Kings de Yakima     | Hoops de Grand Rapids |
| 2001-2002 | Wizards du Dakota       | Lightning de Rockford |

## Joueurs célèbres ayant évolué en CBA
La plupart des joueurs ayant joué en CBA n'ont qu'un rôle mineur en NBA, généralement le temps d'un 10 day contract (contrat d'une durée de 10 jours) pour pallier une blessure ou une faiblesse à un poste. Quelques exceptions demeurent :
- Ricky Green
- John Starks
- Anthony Mason
- Bruce Bowen
- Damon Jones
- Tim Legler

## Entraîneurs célèbres ayant évolué en CBA
Parmi les entraîneurs NBA qui ont exercé en CBA, on notera :
- Phil Jackson (11 titres NBA, 1 en CBA)
- George Karl
- Phil « Flip » Saunders
- Bill Musselman
- Sam Mitchell

## Les équipes

### Défuntes ou ayant changé de ligue
- Wizards du Dakota (G-League)
- Skyforce de Sioux Falls (G-League)
- Stampede de l'Idaho (G-League)

### 2006-2007
American Division
- Patroons d'Albany
- Alley Cats de l'Indiana
- SkyRockets de Minot
- Xplosion de Pittsburgh

National Division
- Daredevils de Butte
- Explorers de Great Falls
- Eagles de l'Utah
- Sun Kings de Yakima

### 2007-2008
American Division
- Patroons d'Albany
- Miners d'East Kentucky
- SkyRockets de Minot
- Xplosion de Pittsburgh

National Division
- Daredevils de Butte
- Explorers de Great Falls
- Cavalry de l'Oklahoma
- Silverados de Rio Grande Valley
- Sun Kings de Yakama

## Futur?
En juillet 2008, une rumeur annonce la fusion de la CBA avec la Premier Basketball League, une autre ligue mineure américaine, pour faire face à la concurrence de la NBDL.